# Язвицы (Московская область)
Я́звицы — деревня в Сергиево-Посадском районе Московской области России, входит в состав городского поселения Богородское.

## Население
| 1835 | 1850 | 1857 | 1859 | 1895 | 1905 | 1926 |
| ---- | ---- | ---- | ---- | ---- | ---- | ---- |
| 135  | ↗147 | ↗164 | ↘159 | ↗224 | ↗254 | ↗274 |
| 2002 | 2006 | 2010 |      |      |      |      |
| ↘9   | ↗11  | ↗19  |      |      |      |      |

## География
Деревня Язвицы расположена на севере Московской области, в восточной части Сергиево-Посадского района, примерно в 70 км к северу от Московской кольцевой автодороги и 18 км к северу от станции Сергиев Посад Ярославского направления Московской железной дороги, по левому берегу реки Куньи и образованного на ней водохранилища Загорской ГАЭС.
В 9 км восточнее деревни проходит Ярославское шоссе М8, в 10 км к югу — Московское большое кольцо А108, в 34 км к западу — автодорога Р112. Ближайший населённый пункт — деревня Григорово.
К деревне приписано садоводческое товарищество.

## История
…деревня Язвецово, а въ ней деревенскихъ служекъ два двора, бобылей 1 дворъ да 3 двора пустыхъ, пашни, что пашутъ служки, худые земли 6 чети да крестьянскіе пашни 9 чети да перелогу 8 чети да лѣсом поросло 22 чети, сѣна 50 копенъ…— писцовые книги 1627—1631 гг.
В «Списке населённых мест» 1862 года — казённая деревня 2-го стана Александровского уезда Владимирской губернии по правую сторону Никольского просёлочного тракта от Никольского перевоза через реку Дубну в город Александров, в 35 верстах от уездного города и 15 верстах от становой квартиры, при прудах, с 26 дворами и 159 жителями (68 мужчин, 91 женщина).
По данным на 1895 год — деревня Рогачёвской волости Александровского уезда с 224 жителями (119 мужчин, 105 женщин). Основным промыслом населения являлось хлебопашество, в зимнее время женщины и подростки занимались размоткой шёлка и клеением гильз, 35 человек уезжали в качестве прислуги и фабричных рабочих на отхожий промысел в Сергиевский посад и Александровский уезд.
По материалам Всесоюзной переписи населения 1926 года — центр Язвицкого сельсовета Рогачёвской волости Сергиевского уезда Московской губернии в 9,6 км от Ярославского шоссе и 24,5 км от станции Сергиево Северной железной дороги; проживало 274 человека (131 мужчина, 143 женщины), насчитывалось 56 хозяйств (52 крестьянских).
С 1929 года — населённый пункт Московской области в составе:
- Язвицкого сельсовета Сергиевского района (1929—1930)[16],
- Язвицкого сельсовета Загорского района (1930—1935)[17],
- рабочего посёлка при заводе № 11, административное подчинение (1935—1939)[17][18],
- Выпуковского сельсовета Загорского района (1939—1963, 1965—1984)[17][19][20],
- Выпуковского сельсовета Мытищинского укрупнённого сельского района (1963—1965)[21],
- рабочего посёлка Богородское Загорского района, административное подчинение (1984—1991)[19],
- рабочего посёлка Богородское Сергиево-Посадского района, административное подчинение (1991—2006)[19],
- городского поселения Богородское Сергиево-Посадского района (2006 — н. в.)[22].

## Известные уроженцы
- Боков Виктор Фёдорович (1914—2009) — русский и советский поэт, прозаик, собиратель фольклора.